# Carl Rosa

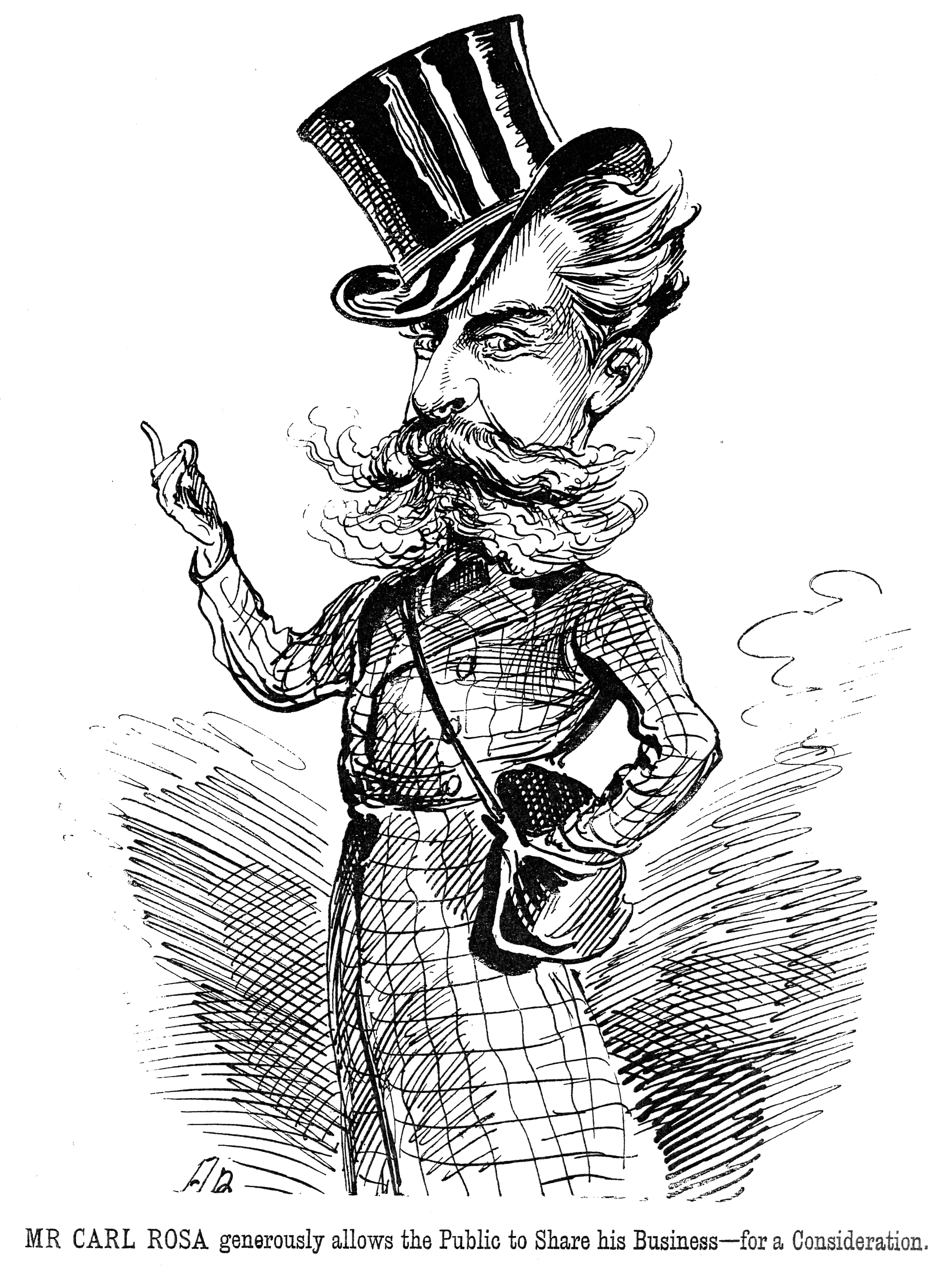
Karikatur von Carl Rosa

Carl Rosa, eigentlich Karl August Nikolaus Rose (* 22. März 1842 in Hamburg; † 30. April 1889 in Paris) war ein britischer Dirigent und Theaterintendant deutscher Abstammung.

## Leben
Carl Rosa, Sohn eines Kaufmanns, wuchs in seiner Geburtsstadt Hamburg auf, studierte zunächst Musik am Konservatorium in Leipzig, dann ab 1862 in Paris. 1863 wurde der junge Violinist bereits in seiner deutschen Heimatstadt zum Konzertmeister ernannt. Drei Jahre später trat er erfolgreich als Solist im Kristallpalast in London auf, hatte aber auch als Dirigent sowohl in England als in den Vereinigten Staaten beruflichen Erfolg. Dort lernte er die schottische Sopranistin Euphrosyne Parepa (1836–1874), die unter dem Pseudonym Madame Parepa-Rosa auftrat, kennen und heiratete sie 1867 in New York. Zwei Jahre später gründete das Paar in New York die Parepa Rosa English Opera Company und tourte mit ihr für drei Saisons durch die Staaten, wobei Parepa der Star und Carl der Dirigent war. Beider Verdienst war, dass erstmals die „Große Oper“ in provinzielle Ortschaften kam, wo die musische Kunst bislang nicht präsent gewesen war. Im Jahre 1872 kehrten Rosa und seine Ehefrau nach England zurück, benannten ihr Tourneetheater in Carl Rosa Opera Company um und tourten durch Großbritannien und Irland. In den folgenden 15 Jahren wechselten Vorstellungen in der Provinz mit solchen an prominenteren Orten wie das Drury Lane Theatre in London ab. Rosa führte viele damals in England noch unbekannte Opernwerke beim Publikum ein und beschäftigte eine Reihe seinerzeit hervorragender Sänger und Sängerinnen. 
Das Unternehmen bestand auch nach seinem plötzlichen Tode weiter, überstand die Zeit des Ersten Weltkrieges, musste jedoch 1920 in Liquidation gehen. Durch mehrere Zusammenschlüsse mit anderen Unternehmen überlebte es jedoch bis zu seiner Fusion mit Sadlers’ Wells Opera im Jahre 1985. Das Unternehmen wurde als Carl Rosa Opera Limited 1997 unter der künstlerischen Leitung von Peter Mulloy wieder ins Leben gerufen.
Das Grab von Carl Rosa befindet sich auf dem Highgate Cemetery in London.

## Mitglieder der Carl-Rosa-Compagnie
- Eva Adler-Hugonnet
- Emanuel Christian Hedmondt